# Ідзена (Окінава)
Ідзе́на (яп. 伊是名村, いぜなそん, МФА: [id͡zena soɴ]?) — село в Японії, в повіті Шімаджірі префектури Окінава.   Площа становить 15,44 км². Станом на 1 липня 2012 року населення складало 1527  осіб, густота населення — 98,9 осіб/км².   

Протягом 1429—1871 років територія села входила до складу Рюкюської держави. 1871 року остання була перетворена на японський автономний уділ Рюкю. 1879 року цей уділ анексувала Японська імперія, яка перетворила його на префектуру Окінава.